# Chudina Hoppeova
Chudina Hoppeova (Draba hoppeana) je drobná vytrvalá horská bylina, druh z rodu chudina, která v České republice neroste. Přes svou neparnou velikost je při rozkvětu nápadná svými zlatožlutými květy.
Rostlina má druhové jméno po Davidu Heinrichu Hoppeovi, německém botanikovi z přelomu 18. a 19. století, který se zabýval alpskou florou.

## Výskyt
Ryze alpský endemit který se vyskytuje na území Švýcarska, Francie, Itálie a Rakouska, oznámený výskyt v Německu není potvrzen. Roste obvykle na místech která bývají po dlouhou dobu pokrytá sněhovou pokrývkou, převážně v alpínském vegetačním stupni až nad horní hranici lesa nebo v dlouhodobě zavátých údolích. Nejlépe mu vyhovují písčité a drobně rozdrolené půdy na bazickém podloží.
Druh se vyskytuje hlavně ve vysokohorských polohách i ve výšce nad 2600 m. V některých alpských regionech vyrůstá častější a v jiných je poměrně vzácný, jeho početní stavy zůstávají celkově stabilní.

## Popis

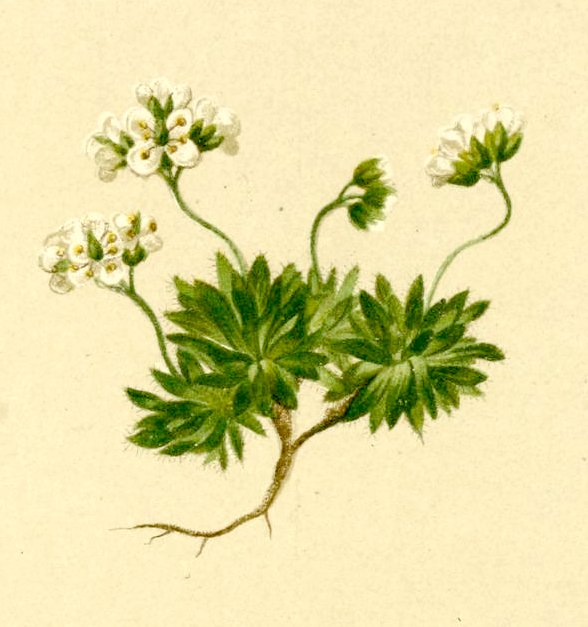
Ilustrace chudiny Hoppeovy

Chudina Hoppeova je drobná, lysá, vytrvalá rostlina která nebývá vyšší než 4 cm. Přízemní listové růžice vyrůstají z krátkého kořene. Jsou tvořené nahloučenými čárkovitě kopinatými listy, kratšími než 1 cm, které jsou po obvodě porostlé krátkými chloupky.
Z růžice vyrůstá, obvykle jen 2 až 4 cm dlouhý, bezlistý stvol nesoucí dva až čtyři oboupohlavné květy se čtyřmi lístky kališními a čtyřmi korunními. Kratší kališní lístky jsou volné, stejně jako 2,5 až 4 mm dlouhé korunní lístky zlatožluté barvy. Šest tyčinek s prašníky nepřesahuje z koruny. Kvetou v červenci a srpnu.
Plody jsou 3 až 5 mm dlouhé, z obou strana zaoblené eliptické šešulky se suchou čnělkou asi 1 mm dlouhou. Šešulky vyrůstají na stopkách a obsahují okolo 1 mm velká semena kterými se chudina Hoppeova rozmnožuje.